# Antoine Basler
Pour les articles homonymes, voir Basler.
Antoine Basler, est un acteur suisse, né le 8 avril 1966 à Lausanne.

## Biographie
Après être entré au Conservatoire d’Art Dramatique de Genève à l’âge de dix sept ans, Antoine Basler commence à jouer au théâtre avec Benno Besson. Il intègre ensuite le Conservatoire National Supérieur d’Art Dramatique de Paris en 1985, avec comme professeurs Jean-Pierre Vincent et Claude Régy. À partir de 1988, date de sa sortie, il enchaîne les projets de théâtre avec des metteurs en scène comme Matthias Langhoff, Bernard Sobel, Claude Régy, Yves Beaunesne, Elisabeth Chailloux, Didier Bezace, Adel Hakim, Laurent Laffargue… 
Il a interprété des rôles du répertoire tant classique que contemporain. Antoine Basler développe également sa carrière dans le cinéma et a joué dans plus d’une trentaine de longs métrages, réalisés notamment par Olivier Assayas, Jan Kounen, Eric Rohmer, Jacques Audiard, Julien Leclerc… 
Depuis 2014 il a réalisé plusieurs courts métrages, dont Le chant des Mygales et Love sélectionnés en Festival et coréalisé un documentaire EHPAD stories avec Elsa Gallès. 

Parallèlement à cela, il signe plusieurs mises en scène pour le théâtre et enseigne depuis septembre 2017 au Cours Florent à Bordeaux.

## Filmographie

### Cinéma

#### Longs métrages
- 1985 : Jour et nuit de Jean-Bernard Menoud
- 1988 : Piano panier de Patricia Plattner
- 1990 : La part du serpent (In the eye of the snake) de Max Reid
- 1991 : Paris s'éveille d'Olivier Assayas
- 1992 : Le Journal de Lady M. d'Alain Tanner
- 1992 : L'Instinct de l'ange de Richard Dembo
- 1993 : Une nouvelle vie d'Olivier Assayas
- 1993 : Grosse fatigue de Michel Blanc
- 1993 : Les Rendez-vous de Paris d'Éric Rohmer
- 1994 : Emmène-moi de Michel Spinosa
- 1995 : Ainsi soient-elles de Patrick Alessandrin et Lisa Alessandrin
- 1996 : Fourbi d'Alain Tanner
- 1996 : Irma Vep d'Olivier Assayas
- 1996 : Dobermann de Jan Kounen
- 1997 : Serial Lover de James Huth
- 1999 : La Guerre dans le Haut Pays de Francis Reusser
- 1999 : Les Grandes bouches de Bernie Bonvoisin
- 1999 : Fais-moi rêver de Jacky Catu
- 2001 : Le Veilleur de Frédéric Bival
- 2002 : Blanche de Bernie Bonvoisin
- 2004 : Riviera d'Anne Villacèque
- 2007 : 99 francs de Jan Kounen
- 2008 : Dirty Money l'infiltré de Dominique Othenin-Girard
- 2009 : Un prophète de Jacques Audiard
- 2011 : L'Assaut de Julien Leclercq
- 2011 : La Planque de Akim Isker
- 2011 : Opération Casablanca de Laurent Nègre
- 2013 : La Confrérie des larmes de Jean-Baptiste Andrea
- 2014 : Le Dernier Diamant d'Éric Barbier
- 2014 : Colt 45 de Fabrice Du Welz
- 2015 : Des milliards de toi mon poussin de Mathilde Laconche
- 2016 : Vape Wave de Jan Kounen
- 2018 : L'Empereur de Paris de Jean-François Richet
- 2022 : Pierrot le fou de Jean-Marc Vincent
- 2022 : La syndicaliste de Jean-Paul Salomé
- 2023 : Vaincre ou mourir de Paul Mignot et Vincent Mottez

#### Courts métrages
- 1992 : L'Échange de Vincent Pérez
- 1993 : Entre terre et ciel de Jean-Philippe Écoffey
- 1995 : Never twice de Vincent Ravalec
- 1995 : Auto reverse de Mathias Benguigui
- 1996 : Le Masseur de Vincent Ravalec
- 2004 : Une vie en l'air d'Emmanuel Malka
- 2005 : Terre promise de Pascal Lahmani
- 2016 : Jeu de Société des Parasites[2]

### Web-série
- 2022 : Boys Meet Life (saison 1, épisode 2)

### Télévision
- 1994 : B comme Bolo de Jean-Michel Ribes
- 1995 : Les Agneaux de Marcel Schüpbach
- 1995 : Les Cordier, juge et flic (1 épisode)
- 1999 : Le record de Edwin Baily
- 2001 : Agathe et le grand magasin de Bertrand Arthuys
- 2002 : Le Champ Dolent, le roman de la Terre de Hervé Baslé
- 2005 : Le Juge de Vincenzo Marano
- 2006 : Henry Dunant, du rouge sur la croix de Dominique Othenin-Girard
- 2006 : La Grande peur dans la montagne de Claudio Tonetti
- 2006 : Section de recherches : Saison 1, épisode 3 : Jean Pommel
- 2007 - 2009 : série Central Nuit : Commandant Gimenez
- 2007 : Voltaire et l'affaire Calas de Francis Reusser
- 2008 : Mafiosa, le clan (saison 2) de Eric Rochant : Commissaire Rocca
- 2010 : La Commanderie de Didier Le Pêcheur (série télévisée)
- 2010 : RIS police scientifique (1 épisode)
- 2012 : La guerre du Royal Palace de Claude-Michel Rome
- 2013 : Le Vol des cigognes de Jan Kounen
- 2013 : Braquo (saison 3) de Frédéric Jardin et Manuel Boursinhac
- 2014 : Falco (saison 2)
- 2014 : Vaugand (1 épisode)
- 2015 : Alex Hugo (épisode : La traque)
- 2016 : La Stagiaire (saison 1, épisode 1) : Alain Louvion
- 2016 : La Vengeance aux yeux clairs de David Morley
- 2018 : Meurtres à Oléron de Thierry Binisti
- 2018 : Nox (série TV) de Mabrouk el Mechri
- 2018 : Kepler(s), série télévisée de Frédéric Schoendoerffer
- 2019 : Double vie de Bruno Deville
- 2019 : Alexandra Ehle (épisode L'hermaphrodite)
- 2020 : Bulle, série télévisée d'Anne Deluz
- 2022 : Hors saison (mini-série) de Pierre Monnard
- 2025 : Meurtres à... (collection) : Meurtres à Bussang  de Didier Bivel : Jean-Louis Testin
- 2025 : Intraçables (série télévisée) de Louis Farge et Luc Walpoth : Carl Esposito

## Théâtre
- 1982 : L'Oiseau vert de Carlo Gozzi, mise en scène Benno Besson, Comédie de Genève
- 1983 : L'Oiseau vert de Carlo Gozzi, mise en scène Benno Besson, Théâtre de l'Est parisien, Théâtre national de Strasbourg
- 1985 : Le Chandelier d'Alfred de Musset, mise en scène Hervé Loichemol, Théâtre Vidy-Lausanne
- 1986 : Le Dragon d'Evguéni Schwartz, mise en scène Benno Besson, Théâtre de la Ville
- 1986 : Le Médecin malgré lui de Molière, mise en scène Benno Besson, Comédie de Genève
- 1986 : Le Roi Lear de William Shakespeare, mise en scène Matthias Langhoff, Théâtre national de Strasbourg, 1987 : MC93 Bobigny
- 1990 : Crime et Châtiment de Fiodor Dostoïevski, mise en scène Jean-Claude Amyl, Théâtre 14 Jean-Marie Serreau
- 2000 : Karma de Jean-Louis Bourdon, mise en scène Michel Fagadau, Studio des Champs-Élysées
- 2005 : Les Nonnes d'Eduardo Manet, mise en scène Stéphane Bierry, Théâtre de Poche Montparnasse
- 2007 : May de Hanif Kureishi, mise en scène Didier Bezace, Théâtre de la Commune
- 2017 : Jester d'après L'Infinie Comédie de David Foster Wallace, mise en scène Laurent Laffargue, Glob Théâtre Bordeaux
- 2018 : Exécuteur 14 d'Adel Hakim, mise en scène Julien Basler, Théâtre des Quartiers d'Ivry
- 2021 : Exécuteur 14 d'Adel Hakim, mise en scène Julien Basler, Théâtre national de Bordeaux en Aquitaine